# Bre Blair
Sarah Brianne Blair, nota come Bre (Canada, 29 aprile 1980), è un'attrice canadese.

## Carriera
Il suo primo ruolo è stato nel film Il club delle baby-sitter del 1995.
Dal 2017 interpreta Annie Kay nella serie televisiva S.W.A.T.

## Filmografia

### Cinema
- Il club delle baby sitter (The Baby-Sitters Club), regia di Melanie Mayron (1995)

### Televisione
- Giudice Amy (Judging Amy) - serie TV, episodio 4x21 (2003)
- Senza traccia (Without a Trace) - serie TV, episodio 2x22 (2004)
- Streghe (Charmed) - serie TV, episodio 7x04 (2004)
- CSI - Scena del crimine (CSI: Crime Scene Investigation) - serie TV, episodi 6x07-6x08 (2005)
- Cold Case - Delitti irrisolti (Cold Case) - serie TV, episodio 3x17 (2006)
- Detective Monk (Monk) - serie TV, episodio 4x11 (2006)
- Psych - serie TV, episodio 1x08 (2006)
- Nip/Tuck - serie TV, episodio 4x11 (2006)
- The O.C. - serie TV, episodio 4x14 (2007)
- Criminal Minds - serie TV, episodio 2x22 (2007)
- Ghost Whisperer - Presenze (Ghost Whisperer) - serie TV, episodio 2x16 (2007)
- The Unit - serie TV, 5 episodi (2008-2009)
- Grey's Anatomy - serie TV, episodio 5x04 (2008)
- Drop Dead Diva - serie TV, episodio 1x12 (2009)
- Castle - serie TV, episodio 3x02 (2010)
- Hawaii Five-0 - serie TV, episodio 1x23 (2011)
- NCIS: Los Angeles - serie TV, episodio 2x13 (2011)
- Make It or Break It - serie TV, 5 episodi (2012)
- Due uomini e mezzo (Two and A Half Men) - serie TV, episodio 10x03 (2012)
- The Flash - serie TV, episodio 1x17 (2015)
- S.W.A.T. - serie TV, 27 episodi (2017-2024)
- Shameless - serie TV, episodio 8x04 (2017)
- Flaked - serie TV, episodio 2x05 (2017)
- Lethal Weapon - serie TV, episodio 2x15 (2018)
- Station 19 - serie TV, episodi 2x15-2x16 (2019)
- Magnum P.I. - serie TV, episodio 2x03 (2019)

## Doppiatrici italiane
Nelle versioni in italiano delle opere in cui ha recitato, Bre Blair è stata doppiata da:
- Chiara Colizzi in The O.C., Game of Silence
- Gilberta Crispino in Grey's Anatomy, NCIS: Los Angeles
- Giovanna Martinuzzi ne Il club delle baby-sitter
- Valentina Mari in Detective Monk
- Perla Liberatori in Cold Case - Delitti irrisolti
- Federica De Bortoli in Psych
- Laura Lenghi in Ghost Whisperer - Presenze
- Antonella Alessandro in Criminal Minds
- Gemma Donati in Castle
- Monica Bertolotti in Hawaii Five-0
- Daniela Abbruzzese in Due uomini e mezzo
- Francesca Fiorentini in The Flash
- Francesca Manicone in Shameless
- Giò Giò Rapattoni in Flaked
- Stella Musy in Narcos
- Barbara De Bortoli in S.W.A.T.
- Chiara Gioncardi in Station 19
- Georgia Lepore in Magnum P.I.